# Цементобетон

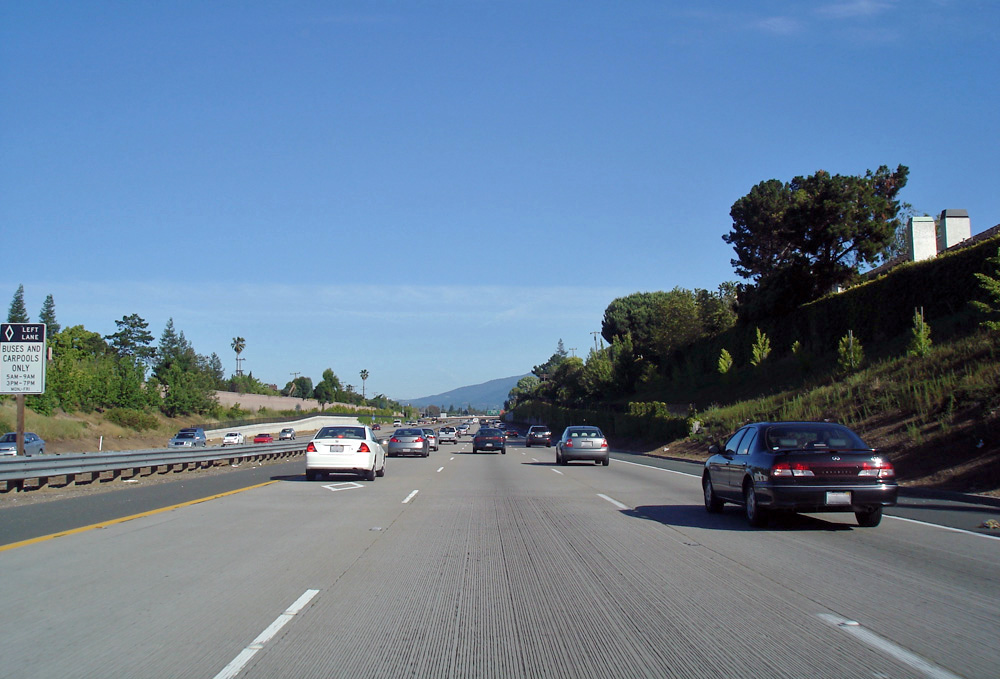
Бетонна дорога в Сан-Хосе, Каліфорнія.

Цементобето́н, Доро́жний бето́н — багатокомпонентний, штучно отриманий каменеподібний матеріал, який являє собою затверділу суміш в'яжучого (цементу), заповнювачів, води та необхідних домішок, що застосовується при будівництві дорожнього полотна, а також аеродромного покриття. Відмінною особливістю є експлуатація в досить важких умовах. Дорожні бетони не тільки мають регулярні навантаження в кілька тонн від проїжджаючого по ньому транспорту, а й можуть часто заливатися водою, наприклад, в ході тривалих дощів чи танення снігу. Це — одна з основних причин, по яким дорожний бетон виділяють в окремий підклас.

## Особливості
Основні відмінності дорожного бетону від інших видів бетону:
- Рівень утворення мікротріщин. Дорожні роботи часто проводяться при досить несприятливих умовах, тому ризик виникнення мікроскопічних пошкоджень структури досить великий протягом всього процесу твердіння матеріалу.
- Міцність при розтягуванні. Дорожні бетони відрізняються від звичайних тим, що істотна частина навантаження доводиться не стільки на стиснення, скільки на розтягнення.
- Стійкість до динамічних впливів. Дозволяє переносити регулярну вібрацію, створювану при проходженні великої кількості транспортних засобів по магістралі.
- Вищий рівень хімічної стійкості. Для видалення льоду з поверхні трас часто використовують досить шкідливі для будматеріалів реагенти, тому дорожний бетон має справлятись з подібними впливами[1].